# 布賴恩特 (阿肯色州獨立縣)
布賴恩特（英語：Bryant）是位於美國阿肯色州獨立縣的一個非建制地區。該地的面積和人口皆未知。

## 地理
布賴恩特的座標為35°44′30″N 91°39′08″W / 35.74167°N 91.65222°W，而該地的平均海拔高度為509米（即1670英尺）。